# Audun Boysen
Audun Boysen   (Bjarkøy, 10 de maig de 1929 - Oslo, 2 de març de 2000) va ser un atleta noruec, especialista en curses de mig fons, que va competir durant la dècada de 1950.
El 1952 va prendre part en els Jocs Olímpics de Hèlsinki, on disputà dues proves del programa d'atletisme. Fou onzè en els 1.500 metres, mentre en els 800 metres quedà eliminat en semifinals. Quatre anys més tard, als Jocs de Melbourne, guanyà la medalla de bronze en els 800 metres, rere Tom Courtney i Derek Johnson.
En el seu palmarès destaca una medalla de bronze en els 800 metres al Campionat d'Europa d'atletisme de 1954, i una de plata en la mateixa prova als de 1958. Va establir tres rècords del món en els 1.000 metres, el darrer amb 2' 19.0" el 1955. El mateix any va córrer els 800 metres en 1' 45.9", establint un nou rècord noruec, en una cursa guanyada per Roger Moens, que va establir el rècord del món de la distància i en què Boysen també va córrer en un temps per sota de l'antic rècord. Aquest rècord noruec fou vigent durant 37 anys, fins al 3 de juliol de 1992, quan fou millorat per Atle Douglas i Vebjørn Rodal. Va guanyar 15 campionats noruecs en els 400, 800 i 1500 metres.

## Millors marques
- 800 metres. 1' 45.9" (1955)
- 1.000 metres. 2' 19.0" (1955)
- 1.500 metres. 3' 44.2" (1954)[1][8]